# Allegra
 (décembre 2021).
Si vous disposez d'ouvrages ou d'articles de référence ou si vous connaissez des sites web de qualité traitant du thème abordé ici, merci de compléter l'article en donnant les références utiles à sa vérifiabilité et en les liant à la section « Notes et références ».
Allegra (Entrelazados) est une série télévisée argentine de la Walt Disney Company, qui a été produit par Pampa Films et Gloriamundi Producciones. La série a été créée sur Disney+ en Amérique latine le 12 novembre 2021. En France et dans d'autres pays francophones sélectionnés, la série a fait ses débuts sur Disney+ le même jour.

## Synopsis
Allegra, 16 ans, est passionnée par les comédies musicales et rêve de devenir un jour une grande actrice. Elle veut rejoindre le groupe de théâtre musical Eleven O'Clock pour jouer dans Freaky Friday, une pièce très importante pour Allegra qui la relie à sa grand-mère. Allegra admire sa grand-mère Cocó, qui est une légende vivante dans le monde des comédies musicales. Pendant ce temps, la relation de Cocó avec sa fille Caterina, la mère d'Allegra, est immensément perturbée. Dans le passé, Caterina n'avait pas toujours les relations les plus faciles avec sa mère Cocó. Lorsqu'Allegra trouve un jour un mystérieux bracelet dans sa maison, sa vie prend une tournure inattendue. Le bracelet ramène Allegra à 1994. Cette année-là, sa mère Caterina, qui avait à l'époque l'âge d'Allegra, fit ses premiers pas avec Eleven O'Clock. Mais Caterina a toujours vécu dans l'ombre de sa célèbre mère Cocó, alors au sommet de sa carrière. Allegra en profite pour en savoir plus sur le passé de sa mère et de sa grand-mère. Au cours de son voyage, Allegra tentera de panser d'anciennes blessures et de réunir sa famille, mais parviendra-t-elle à changer le passé ?

## Fiche technique
- Titre français : Allegra
- Titre original : Entrelazados
- Réalisation : Nicolás Silbert, Leandro Mark
- Scénario : Javier Castro Albano, Laura Farhi, Fernanda Riveros, Matías Rodríguez
- Photographie : Santiago Guzmán
- Sociétés de production : Pampa Films, Gloriamundi Producciones
- Société  de distribution : Disney+
- Pays d'origine :  Argentine
- Langue originale : espagnol
- Format : couleur  — HDTV — 16/9 — son Digital
- Genre : musical
- Nombre d'épisodes : 10 (1 saison)
- Dates de première diffusion :
  -  Argentine : 12 novembre 2021
  -  France : 12 novembre 2021

Informations sur le doublage français
- Studio de doublage : Titra Film
- Directeur artistique : Karl-Line Heller
- Adaptation : Clémence Lecornué, Marie Vanpeene, Barbara Liétaer, Melody Das Neves
- Mixage : Mathieu Vieillefond, Carel Koekemoer, Grégoire Hammouma

## Distribution

### Acteurs principaux
| Personnages           | Année | Acteur               | Doublage         |
| --------------------- | ----- | -------------------- | ---------------- |
| Allegra Sharp / Laura | 2021  | Carolina Domenech    | Kelly Marot      |
| Caterina Sharp        | 2021  | Clara Alonso         | Karine Foviau    |
| Caterina Sharp        | 1994  | Manuela Menéndez     | Karine Foviau    |
| Amelia „Cocó“ Sharp   | 2021  | Elena Roger          | Ivana Coppola    |
| Amelia „Cocó“ Sharp   | 1994  | Elena Roger          | Ivana Coppola    |
| Lucía Sharp           | 1994  | Lucila Gandolfo      | Catherine Lafond |
| Marco Resco           | 1994  | José Giménez Zapiola | Martin Faliu     |
| Greta                 | 2021  | Paula Morales        | Juliette Degenne |
| Greta                 | 1994  | Tatiana Glikman      | Audrey Sablé     |
| Félix                 | 2021  | Kevsho               | Benjamin Bollen  |
| Diego                 | 2021  | Benjamín Amadeo      |                  |
| Diego                 | 1994  | Manuel Ramos         |                  |
| Bárbara Diz           | 2021  | Berenice Gandullo    |                  |
| Bárbara Diz           | 1994  | Abril Suliansky      | Leslie Lipkins   |
| Sofía                 | 2021  | Emilia Mernes        | Clara Soares     |
| Alan                  | 2021  | Simón Hempe          | Grégory Lasine   |
| Franco                | 2021  | Rodrigo Pedreira     |                  |
| Franco                | 1994  | Rodrigo Pedreira     |                  |
| Dante                 | 1994  | Franco Piffaretti    |                  |
| Mike                  | 2021  | Favio Posca          |                  |
| Mike                  | 1994  | Favio Posca          |                  |
| Tomás Diz             | 1994  | Fabio Aste           | Laurent Maurel   |

### Acteurs récurrents
| Personnages      | Année | Acteur         | Doublage |
| ---------------- | ----- | -------------- | -------- |
| Miriam           | 1994  | Magela Zanotta |          |
| Camilo           | 1994  | Máximo Ruiz    |          |
| Oliverio Gerard  | 1994  | Fito Yannelli  |          |
| Garde de théâtre | 1994  | Curly Jiménez  |          |

## Épisodes
1. Le Bracelet (El brazalete)
2. Retour vers le passé (Volver al pasado)
3. Le Moment (El momento)
4. Le CD Room (CD Room)
5. Trois gardénias (Tres gardenias)
6. Retour en arrière (Rewind)
7. Le grand jeté (El gran salto)
8. Le secret de Lucía (El secreto de Lucía)
9. Juste un jour (Just One day)
10. Années-lumière (Años luz)